# Mbaye Leye
Mbaye Leye (Birkelane, 1º dicembre 1982) è un allenatore di calcio ed ex calciatore senegalese, di ruolo attaccante, tecnico del Seraing.

## Carriera
Cresciuto nel Dakar UC, squadra senegalese, si è trasferito in Francia nel 2000, nel Cesson Sévigné.
Nel 2004 si è trasferito nel Lorient; qui ha giocato solo in seconda squadra.
Nel 2006 si è trasferito nell'Amiens collezionando 15 presenze e 3 reti.
Nel 2007 termina la sua esperienza francese e si trasferisce nello Zulte Waregem, in Belgio.
Dopo una stagione e mezza allo Zulte Waregem si è parlato di un suo futuro in Premier League, nel Portsmouth, ha firmato con il Gent il 1º gennaio 2009.
Il 30 luglio 2009, durante il terzo turno preliminare di Europa League contro la Roma allo Stadio Olimpico, segna il gol del vantaggio dei belgi che poi perderanno la partita per 3-1.
Dal 2010 è allo Standard Liegi.

## Palmarès

### Club

#### Competizioni nazionali
- Coupe de Belgique: 3

Gent: 2009-2010
Standard Liegi: 2010-2011
Zulte Waregem: 2016-2017